# Municipio de Lexington (condado de Johnson)
El municipio de Lexington (en inglés: Lexington Township) es un municipio ubicado en el condado de Johnson en el estado estadounidense de Kansas. En el año 2010 tenía una población de 1312 habitantes y una densidad poblacional de 9,56 personas por km².

## Geografía
El municipio de Lexington se encuentra ubicado en las coordenadas 38°54′50″N 94°59′17″O / 38.91389, -94.98806. Según la Oficina del Censo de los Estados Unidos, el municipio tiene una superficie total de 137.18 km², de la cual 133.1 km² corresponden a tierra firme y (2.98%) 4.08 km² es agua.

## Demografía
Según el censo de 2010, había 1312 personas residiendo en el municipio de Lexington. La densidad de población era de 9,56 hab./km². De los 1312 habitantes, el municipio de Lexington estaba compuesto por el 96.11% blancos, el 0.23% eran afroamericanos, el 1.14% eran amerindios, el 0.76% eran asiáticos, el 0.08% eran isleños del Pacífico, el 0.76% eran de otras razas y el 0.91% pertenecían a dos o más razas. Del total de la población el 3.28% eran hispanos o latinos de cualquier raza.